# Kusinen från landet
Kusinen från landet (svensk premiärtitel: Stadsråttan och landsråttan, engelska: The Country Cousin) är en tecknad kortfilm i serien Silly Symphonies från 1936, producerad av Walt Disney och med musik av Leigh Harline. Filmen är baserad på en fabel av Aisopos. Filmen vann en Oscar för bästa animerade kortfilm.

## Handling
Lantmusen Abner får en inbjudan av sin kusin, stadsmusen Monty, att komma och bo i lyx i staden med honom. Abner kommer till Monty, och Monty tar med sig honom upp till en lägenhet för människor. Efter att de tagit sig förbi en råttfälla, visar Monty för Abner ett bord fullt med mat som människor har dukat fram, och de båda börjar äta av maten. Abner proppar munnen full med ost, selleri och grädde, får tungan bränd av stark senap och blir berusad av champagne. I sitt berusade tillstånd förstör han porslin och väcker en katt genom att sparka till den. Katten börjar då jaga Abner genom människornas lägenhet, och båda två råkar få en stöt från ett eluttag. Katten jagar sedan ut Abner genom ett fönster. Abner flyr från katten genom ett stuprör och råkar komma ut på gatan. Då springer Abner förbi flera hinder och gör så gott han kan för att inte bli nedtrampad av människofötter eller överkörd av trafik, samtidigt som tutor väsnas och olika ljus blinkar. Till slut springer han förbi stadsgränsen och ända tillbaka hem.

## Om filmen
Filmen belönades med en Oscar för bästa animerade kortfilm vid Oscarsgalan 1937.
Filmen hade svensk premiär den 26 april 1937 och visades på biografen Saga i Stockholm.
Filmen finns utgiven på flera DVD-utgåvor, bland annat på den första DVD-utgåvan av filmen Aristocats som gavs ut 2001.